# Stadio Corona
L'Estadio Corona è uno stadio di Torreón, in Messico. Ospita le partite casalinghe del Santos Laguna. Conta all'incirca 30.000 posti a sedere ed è stato inaugurato nel 2009. Prende il nome dalla famosa birra omonima esportata in tutto il mondo.
Oltre alle partite di calcio, è stato più volte utilizzato per concerti, tra questi Ricky Martin per l'inaugurazione nel 2009 e Luis Miguel nel 2011.

## Storia

### Costruzione
Il progetto dello stadio è nato nel 2007. I lavori portati avanti dalla compagnia HKS, sono partiti ufficialmente l'8 aprile 2008 con la prima colata di cemento. All'esterno della struttura è stato inserito il logo dello sponsor.

### Inaugurazione
L'Estadio Corona è stato inaugurato l'11 novembre 2009 con una partita amichevole tra Santos Laguna e Santos, squadra di vertice del campionato brasiliano. Il match si è concluso con il risultato di 2-1 per i locali, con reti di Matías Vuoso, Yea e Carlos Ochoa. Prima della gara si sono esibiti il cantante portoricano Ricky Martin e i New Orleans Saints, squadra di football americano. All'evento erano presenti il presidente messicano dell'epoca Felipe Calderón e quello FIFA, Joseph Blatter. Molteplici inoltre, gli ex calciatori invitati: Paolo Montero, Pelé, Gabriel Omar Batistuta, Franco Baresi, George Weah, Bebeto, Enzo Francescoli, René Higuita ed altri.